# Carolina (Alabama)
Carolina és una població dels Estats Units a l'estat d'Alabama. Segons el cens del 2000 tenia 248 habitants.

## Demografia
Segons el cens del 2000, Carolina tenia 248 habitants, 101 habitatges, i 75 famílies. La densitat de població era de 85,5 habitants/km².
Dels 101 habitatges en un 31,7% hi vivien nens de menys de 18 anys, en un 66,3% hi vivien parelles casades, en un 6,9% dones solteres, i en un 25,7% no eren unitats familiars. En el 22,8% dels habitatges hi vivien persones soles el 5,9% de les quals corresponia a persones de 65 anys o més que vivien soles. El nombre mitjà de persones vivint en cada habitatge era de 2,46 i el nombre mitjà de persones que vivien en cada família era de 2,89.
Per edats la població es repartia de la següent manera: un 26,6% tenia menys de 18 anys, un 8,5% entre 18 i 24, un 26,6% entre 25 i 44, un 21,8% de 45 a 60 i un 16,5% 65 anys o més.
L'edat mediana era de 35 anys. Per cada 100 dones hi havia 98,4 homes. Per cada 100 dones de 18 o més anys hi havia 102,2 homes.
La renda mediana per habitatge era de 33.750 $ i la renda mediana per família de 37.708 $. Els homes tenien una renda mediana de 26.250 $ mentre que les dones 16.750 $. La renda per capita de la població era de 13.491 $. Aproximadament el 12,7% de les famílies i el 10,4% de la població estaven per davall del llindar de pobresa.

## Poblacions més properes
El següent diagrama mostra les poblacions més properes.